# Синият лотос
„Синият лотос“ (на френски: Le Lotus bleu) е албум с комикси, петият от поредицата „Приключенията на Тентен“ на белгийския автор Ерже.
Първоначално публикуван в поредица притурки на консервативното списание „Вентием Сиекъл“ от август 1934 до октомври 1935 година, той е издаден като самостоятелен албум през 1936 година от брюкселското издателство „Кестерман“, а през 1946 година е преиздаден в цветен вариант. Сюжетът е развит около пътуване на главния герой Тентен в Китай по времето на Японската интервенция в Манджурия, където той разкрива интригите на японски шпиони и мрежа за контрабанда на наркотици, и е остро критичен към японската политика в Източна Азия.